# Définition d'opérateur
La définition d'opérateur est une fonctionnalité offerte par certains langages de programmation qui permet d'utiliser des opérateurs (comme +, = ou ==) comme des fonctions ou des méthodes en les définissant pour de nouveaux types de données. Les opérateurs ne sont pas nécessairement des symboles. Parfois, la définition de nouveaux opérateurs est autorisée. Il s'agit généralement de sucre syntaxique, et peut facilement être émulé par des appels de fonction ou de méthode :
- avec définition d'opérateurs : a + b * c ;
- sans définition d'opérateurs : somme (a, produit (b, c)).

Lorsque les opérateurs sont des fonctions, on parle en général de surcharge d'opérateur, car l'implémentation est choisie en fonction du type des opérandes (on parle également de polymorphisme ad hoc). C'est notamment le cas en C++.
Tous les langages permettant la définition d'opérateur ne permettent pas la surcharge. Python, par exemple, ne supporte pas la surcharge, mais permet de définir des opérateurs via des méthodes spéciales.
Dans le cas où les opérateurs peuvent être appelés implicitement, ils deviennent plus utiles qu'esthétiques. C'est le cas avec l'opérateur to_s de Ruby, qui retourne une représentation chaîne d'un objet et avec les opérateurs de PostgreSQL, sur lesquels peuvent être définies des transformations mathématiques. PostgreSQL peut aussi employer de nombreuses optimisations sur les expressions qui utilisent ces opérateurs.

## Utilisation
La définition des opérateurs permet notamment une écriture du code plus proche de l'écriture mathématique. Lorsque la définition des opérateurs est utilisée en respectant les conventions rattachées à l'opérateur, elle peut aider le lecteur d'un programme.
Par exemple, on peut définir l'opérateur * pour réaliser des multiplications de matrices ou définir l'opérateur + pour additionner deux nombres complexes.
```
// Exemple avec des matrices
// ... les variables a et b sont initialisées et sont 2 matrices
Matrice c = a * b;

// Exemple avec des complexes
Complexe i (0, 1);
Complexe un (1, 0);
Complexe r = i + un;
```

## Critique
La surcharge et la redéfinition des opérateurs a été critiquée parce qu'elle peut surprendre le lecteur d'un programme, en autorisant le programmeur à donner à un même opérateur des fonctionnalités subtilement différentes en fonction des types de leurs opérandes. L'utilisation en C++ de l'opérateur de décalage binaire << est un (mauvais) exemple caractéristique de redéfinition d'opérateur : l'expression
```
a << 1
```

retournera le double de la valeur de a (sans le modifier) s'il s'agit d'une variable entière, mais si a est un flot de sortie, alors cela déposera « 1 » dedans (et donc le modifiera).
Un autre exemple est l'erreur courante consistant à redéfinir un opérateur mathématique (comme +, l'opérateur d'addition) qui ne modifie pas son opérande de gauche, avec une fonction qui la modifie (confusion avec l'opérateur +=).
Cette critique peut être étendue aux langages à objets (du modèle objet avec classes) : la redéfinition d'une méthode permet au programmeur d'en modifier la sémantique ; aucune preuve formelle n'est applicable pour éviter ce problème[pas clair].

## Catalogue
- Langages qui acceptent la définition, la surcharge statique et la déclaration de nouveaux opérateurs : Ruby, Haskell
- Langages qui acceptent la définition et la surcharge statique seulement : Ada, C++, C#, D, Delphi, Perl
- Langages qui acceptent la définition seulement : Python
- Langages qui ne supportent pas la définition d'opérateur : C, Pascal, Visual Basic, Java